# Crawford County (Kansas)
Crawford County is een county in de Amerikaanse staat Kansas.
De county heeft een landoppervlakte van 1.536 km² en telt 38.242 inwoners (volkstelling 2000). De hoofdplaats is Girard.